# Sandudd
Die Tapetenfabrik Sandudd Oy produziert seit 1885 Tapeten in Finnland. Sandudd ist der größte Tapetenhersteller in Finnland und hat dort einen Marktanteil von 35 %. Das Sortiment enthält historische Tapeten und Designertapeten namhafter finnischer Designer, wie Jukka Rintala oder Vallila.

## Geschichte der finnischen Tapetenherstellung
Ende des 18. Jahrhunderts war Finnland Teil des schwedischen Reiches, in dem die Einfuhr von Luxusgütern streng begrenzt wurde. Darunter fiel auch der Import von Tapeten. Im Jahre 1740 wurde deshalb mit einer eigenen Tapetenproduktion in Finnland begonnen. Die ersten Tapeten wurden im Handdruckverfahren hergestellt. Beliebte Motive waren Blumensträuße, Girlanden oder schachbrettartig angeordnete, florale Muster. Die Hintergründe waren meist dunkel gehalten. Bald darauf folgten die finnischen Tapetenfabriken den Trends Mitteleuropas. Entwürfe und Muster stammten häufig aus Frankreich, die ersten Druckwalzen wurden in Deutschland gefertigt. Der Architekt Jac. Ahrenberg entwarf in den 1870er Jahren einige in Finnland sehr populäre Muster im Stil des romanischen Nationalismus. Gedruckt wurden die Tapeten in der Tilgmann Fabrik in Helsinki. Die Tapetenentwürfe wurden 1876 auf internationalen Ausstellungen gezeigt. Der internationale Erfolg der finnischen Tapetenproduktion wurde überschattet vom russischen politischen Einfluss, da Finnland seit 1809 Teil des russischen Reiches war. Allerdings erhielt insbesondere die Rieks Fabrik in den 1880er Jahren Auszeichnungen auf internationalen Messen in London und Moskau für ihre damals wegweisenden Tapetenentwürfe. Ab 1900 gewannen alle finnischen Tapetenfabriken diverse Designwettbewerbe. Druckmaschinen übernahmen später die Herstellung und die Tapetenfabriken produzierten Tapeten in großen Mengen. Diese modernen Tapetenfabriken von Johan N. Backman in Kokkola und Petter Solitander in Porvoo entstanden in Finnland in der Mitte des 19. Jahrhunderts.
1847 gründete Georg Friedrich Wilhelm Rieks, geboren in Hohnsen, Deutschland, der lange Zeit in Deutschland lebte und dort in der Tapetenproduktion tätig war, eine Tapetenfabrik in Helsinki. Die Rieks Fabrik wuchs sehr schnell und wurde zum Marktführer, auch aufgrund umfangreicher Exporte nach Russland in den 1870er Jahren. Somit wurde die Rieks Fabrik innerhalb kurzer Zeit die größte Fabrik im skandinavischen und russischen Raum. Aufgrund der starken Ausrichtung auf den russischen Markt siedelte die Rieks Fabrik im Jahre 1885 nach St. Petersburg aus, wo sie bis 1917, dem Jahr der russischen Revolution bestand und produzierte. Am Standort in Finnland gründete sich dann im Jahr 1885 eine neue Tapetenfabrik, die Fabrik Sandudd. Bis zum Ende des 19. Jahrhunderts war Finnland die Heimat der Jurieff und Tilgmann Fabriken in Helsinki, Tampere Tapetenfabrik in Tampere, der Nyholm Fabrik in Vyborg und der Aland Tapetenfabrik in Mariehamn. Nach dem Krimkrieg expandierten die Exporte und mehrere neue Fabriken entstanden später in Toijala in den ersten Jahren des 20. Jahrhunderts. Von diesen sind die ehemaligen Tapetti Oy und Pihlgren (jetzt im Sandudd Besitz) und Ritola noch vorhanden.

### Historische Tapetenmuster aus Finnland
Bis zum Anfang des 19. Jahrhunderts blieben die gedruckten Tapetenentwürfe ziemlich steif und grob. Als Trägermaterial wurden Platten aus grobem, handgeschöpftem Papier verwendet, auf dem es lediglich möglich war, größere Muster zu drucken. Heute faszinieren uns diese frühen handbedruckten Tapeten mit ihren lebendigen Oberflächen und abwechslungsreichen Oberflächen, zur damaligen Zeit lagen allerdings eher glatte Flächen im Trend. Es wurde viel mit Glitzer, lackierten Flächen, Prägungen bis hin zu punziertem oder vergoldetem Leder oder Samtoberflächen verwendet. Die Motive auf diesen handgefertigten Tapeten waren oft opulente Vorhänge oder üppige Blumenmotive. Jugendstil-Motive wurden in den ersten Jahrzehnten der 1900er Jahre reichlich in großer Stückzahl gedruckt. Bei vielen Entwürfen wurden die Designer von heimischen Pflanzen, Gartenblumen, Seerosen und Nadelzweige inspiriert. Die Rose war seit jeher das beliebteste Blumenmotiv. Besonders die Tapeten mit Rosen waren in den 1880er Jahren dunkel und bunt, dann aber später luftig und leicht in den 1910er Jahren. Im frühen 20. Jahrhundert wurden entweder Jugendstil-Blumen oder vertikale Streifen oft mit kleinen, dezenten Mustern verziert, verwendet. Dunkle Gobelins und Retro-Imitationen waren für eine kurze Zeit in den 1920er Jahren populär. Finnisches, modernes Design, das heute so berühmt ist, hatte seinen Durchbruch in der Neuzeit auf internationalen Ausstellungen. Hersteller schrieben ab den 1950er Jahren intern Designwettbewerbe aus, bei denen namhafte Künstler eingeladen wurden. Die bekanntesten finnischen Designunternehmen – Artek und Marimekko – produzieren auch ihre eigenen Tapeten-Designs, obwohl der Erfolg der Tapeten im Vergleich zu ihren anderen Produkten eher bescheiden ausfällt. Der größte finnische Tapetenhersteller Sandudd engagiert regelmäßig bis heute bekannte Designer und produziert einzigartige Kollektionen.
Einige historische Tapeten werden auch heute noch produziert, insbesondere viele Tapeten aus der Zeit des Jugendstils. Pihlgren & Ritola haben mehrere ihrer Entwürfe aus den 1950er Jahren verwendet, um unverwechselbare Designs für Sandudd zu entwickeln. Stefan Lindfors und Jaana Reinikainen entwickeln das finnische moderne Design, von denen viele bereits Klassiker geworden sind.

## Sandudd-Tapeten heute
Die Sandudd Oy Tapetenfabrik hat heute ihren Sitz in Akaa in Südfinnland. Sandudd Oy gehört zur Unternehmensgruppe Elecster Oyj. Sandudd vertreibt neben Tapeten heute auch Türmatten und Läufer, die von Elecster Oyj produziert werden. Sandudd beschäftigt derzeit (Stand 2015) 30 Mitarbeiter und erwirtschaftet einen Umsatz von 7,5 Mio. Euro mit Tapeten und Türmatten. Sandudd ist der größte Tapetenhersteller Finnlands, produziert pro Jahr 550 000 bis 600 000 Rollen Tapete und deckt damit 35 % des Marktes in Finnland ab. Zudem werden Tapeten heute nach Schweden, Russland, in die Baltischen Staaten, China, Ukraine, Japan, Ägypten und Deutschland exportiert. Die Türmatten werden in 40 verschiedene Staaten exportiert. Eine besondere Rolle spielt hierbei immer noch der russische Markt, der eine ständig steigende Nachfrage nach Tapeten erfährt. Weltweit liegt die Tapetenproduktion bei 800 Mio. Rollen pro Jahr, wobei ca. 200 Mio. Rollen der russische Markt abdeckt. Sandudd setzt heutzutage auf nachhaltige Produktion und umweltfreundliche Produkte. So erhielten fast alle Tapeten das M1-Zertifikat. Sandudd verzichtet komplett auf die Verwendung von weichmacherhaltigen PVC-Materialien oder lösemittelhaltigen Druckfarben.

### Modernes finnisches Design
Sandudd Tapeten sind heute typische Vertreter des inzwischen weltberühmten finnischen Designs. Aktuelle Kollektionen enthalten Entwürfe des Designers Stefan Lindfors, Jukka Rintala und des Designunternehmens Vallila mit Sitz in Helsinki. Das moderne finnische Design zeichnet sich durch Eleganz, Schlichtheit, aber auch Mut und insbesondere die ewige Liebe zur Natur aus. Finnisches Design verbindet konsequent Ästhetik mit Funktionalität und steht für Zeitlosigkeit. Formen und Linienführung werden immer durch die Natur inspiriert und finden sich in ihrer Unverwechselbarkeit auch bei den ganz klaren Formen wieder.